# Distretto di Ternopil'
Il distretto di Ternopil' (in ucraino Тернопільський район?, Ternopil'skyj rajon) è un distretto nell'oblast' di Ternopil' in Ucraina. Il suo centro amministrativo è la città di Ternopil'. Ha una popolazione di 559 357 abitanti.
Il 18 luglio 2020, come parte della riforma amministrativa dell'Ucraina, il numero di distretti dell'oblast' di Ternopil', è stato ridotto a tre e l'area del distretto di Ternopil' è stata notevolmente ampliata.